# Blaesheim
 Blaesheim (en alsacià Blääse) és un municipi francès, situat a la regió del Gran Est, al departament del Baix Rin. L'any 1999 tenia 1.369 habitants.
Forma part del cantó de Lingolsheim, del districte d'Estrasburg i de la Strasbourg Eurométropole.

## Demografia
| 1962 | 1968 | 1975 | 1982 | 1990  | 1999  |
| ---- | ---- | ---- | ---- | ----- | ----- |
| 592  | 754  | 908  | 934  | 1.000 | 1.369 |

## Administració
| Període   | Identitat       | Partit |
| --------- | --------------- | ------ |
| 1995-2001 | Philipp Wolff   |        |
| 2001-2003 | Gérard Wendling |        |
| 2004-?    | Fabienne Rubach |        |
| 2008      | Paul Baur       |        |